# Arroyo Boycua
El arroyo Boycua es un curso de agua uruguayo, ubicado en el departamento de Salto, perteneciente a la cuenca hidrográfica del río Uruguay.
Nace en la Cuchilla de Belén, y discurre con rumbo oeste hasta desembocar en el río Uruguay, al norte de la desembocadura del río Arapey Grande.